# Erich Hasse
Erich Hasse (* 31. Oktober 1897 in Koberwitz, Landkreis Breslau; † 3. Mai 1945 in München) war ein deutscher Beamter und nationalsozialistischer Politiker.

## Leben
Nach dem Besuch der Volksschule und des humanistischen Gymnasiums in Oels trat Hasse 1916 in den preußischen Staatsdienst ein. In den Jahren 1917/18 kämpfte er im Ersten Weltkrieg an der Westfront im Reserve-Feldartillerie-Regiment Nr. 62, anschließend bis Juli 1919 in schlesischen Freikorps, u. a. beim Grenzschutz Ost. Er erhielt das Eiserne Kreuz II. Klasse sowie den Schlesischen Adler II. Klasse.
Nach Kriegsende trat Hasse dem Deutschvölkischen Schutz- und Trutzbund bei.
1924 wurde er Kreisinspektor beim Landratsamt Reichenbach, wo er 1929 Mitglied des Kreistages und der Stadtverordnetenversammlung wurde; im selben Jahr wurde er aber nach Stade versetzt. Zum 1. Juli 1929 trat er der NSDAP bei (Mitgliedsnummer 138.100).
1930 wurde Hasse Regierungsinspektor in Buchholz im Regierungsbezirk Stade, dann in Ebstorf. Im selben Jahr wurde er Kreisleiter für den NSDAP-Kreis Unterelbe und SA-Brigadeführer des Gausturms Ost-Hannover. 1930/31 erfolgten von Seiten der Regierung Disziplinarsache und Entlassung wegen Betätigung in der NSDAP.
Bei der Reichstagswahl im September 1930 wurde Hasse für die NSDAP in den Reichstag gewählt, wo er den Wahlkreis 15 (Osthannover) vertrat. Im Juli 1932 wurde er wiedergewählt. 1932 fand er zudem eine Beschäftigung bei der Regierung von Lüneburg.
1933 wurde Hasse Amtmann in Stade, dann im selben Jahr Landrat des Kreises Land Hadeln in Otterndorf. In diesem Amt verblieb er bis 1939, als er in Ruhestand ging.